# 琴特拉萊峰
46°34′41.2″N 8°36′53.9″E / 46.578111°N 8.614972°E

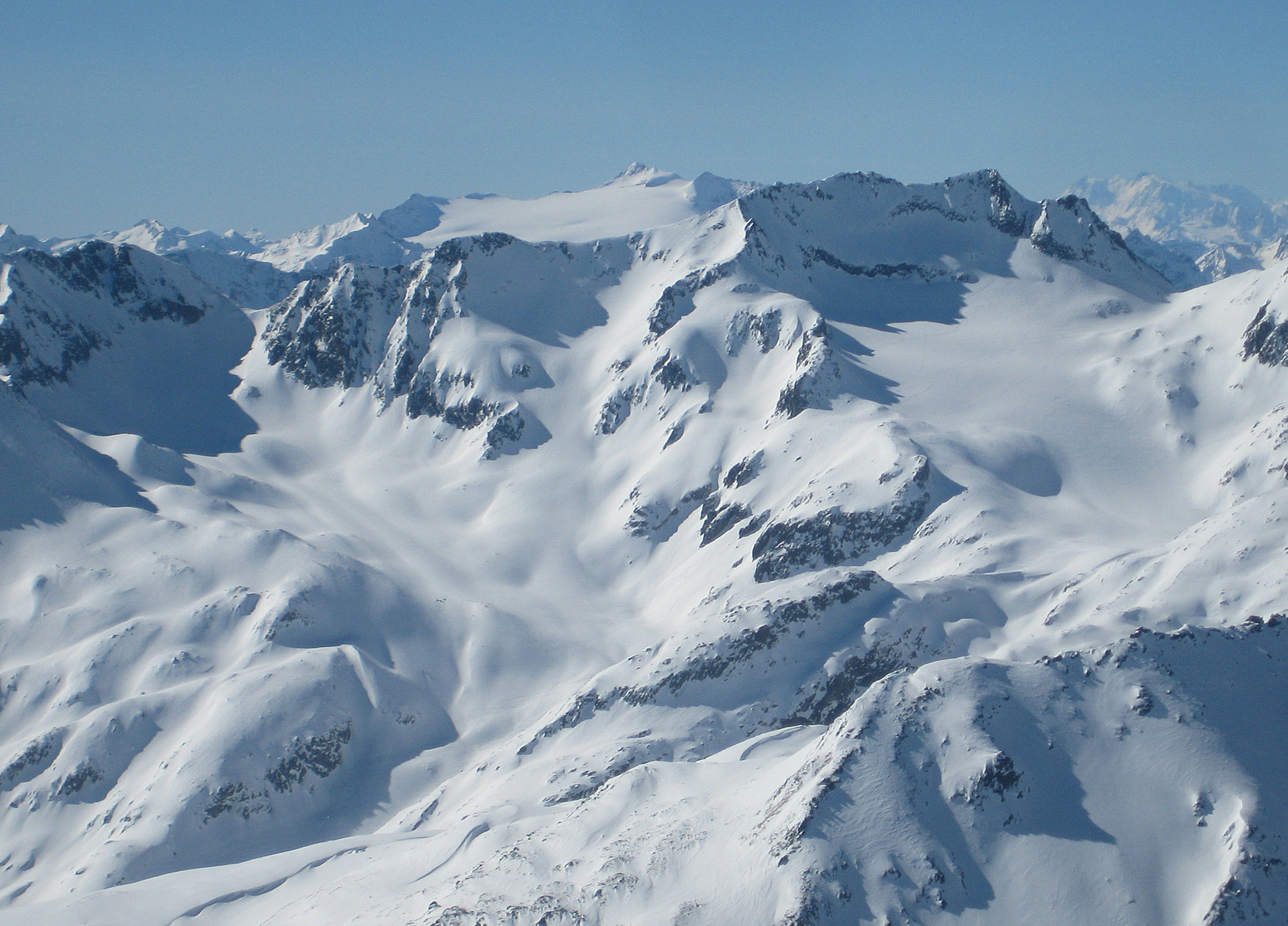

琴特拉萊峰（Pizzo Centrale），是瑞士的山峰，位於該國南部，由提契諾州和烏里州負責管轄，屬於勒蓬廷阿爾卑斯山脈的一部分，海拔高度2,999米，每年平均降雨量2,385毫米。

## 外部連結
- Pizzo Centrale on Hikr.org （页面存档备份，存于）